# Two Rector Street
Le Two Rector Street est un gratte-ciel situé à New York. Construit de 1905 à 1907, il culmine à 103 mètres et possédait lors de sa construction 23 étages. Trois étages supplémentaires ont été rajoutés en 1927.